# آشپزی اسواتینی
آشپزی اسواتینی عمدتاً تحت تأثیر فصل‌ها و جغرافیای اسواتینی قرار دارد. غذاهای اصلی در اسواتینی شامل سورگوم و ذرت است، که معمولاً با گوشت بز، که یکی از دام‌های بسیار محبوب در آنجا است، سرو می‌شود. صنعت کشاورزی عمدتاً به نیشکر، تنباکو، برنج، ذرت، بادام زمینی و صادرات گوشت بز و گوشت گاو وابسته است. بسیاری از سوازی‌ها کشاورزان معیشتی هستند که رژیم غذایی خود را با غذایی که از بازارها خریداری می‌کنند، تکمیل می‌کنند.
محصولات و واردات از کشورهای ساحلی نیز بخشی از آشپزی اسواتینی هستند.  برخی از بازارهای محلی دارای غرفه‌های غذا با خورش گوشت سنتی سوازی، ساندویچ، غذای ذرت و بلال کبابی فصلی هستند. 

## غذاهای سنتی
غذاهای سنتی اسواتینی عبارتند از:
- سیشوالا - فرنی غلیظی که معمولاً با گوشت یا سبزیجات سرو می‌شود
- اینکوانکوا - فرنی ترش تهیه شده از آرد ذرت تخمیر شده
- سیتفوبی - شیر تازه پخته شده و مخلوط با آرد ذرت
- سیفوفه ستیندلوبو - فرنی غلیظی که از مغزهای آسیاب شده  تهیه می‌شود
- ذرت آسیاب شده مخلوط با شیر ترش
- اماسی امابله - سورگوم آسیاب شده مخلوط با شیر ترش
- سیدوودو - فرنی تهیه شده از کدو حلوایی مخلوط با آرد ذرت
- اومنکوبا - گوشت نپخته خشک شده ( بیلتونگ )
- Siphuphe semabhontjisi - فرنی غلیظ ساخته شده از پوره لوبیا
- تینکوبه - ذرت کامل آب‌پز
- اومبیدو وِتینتسانگه - سر کدو حلوایی پخته شده (برگ‌ها) مخلوط با مغزهای آسیاب شده
- اِماهِو - نوشیدنی غذایی تهیه شده از فرنی رقیق تخمیر شده
- اومکامبوتسی - آبجوی دم‌کرده سنتی در سیسواتی، تجوالا نامیده می‌شود